# Porthesaroa nicotrai
Porthesaroa nicotrai är en fjärilsart som beskrevs av Hartig 1940. Porthesaroa nicotrai ingår i släktet Porthesaroa och familjen tofsspinnare. Inga underarter finns listade i Catalogue of Life.